# Еми Стамболова
Емел Яшар Стамболу, по-известна като Еми Стамболова, е българска попфолк певица от турски призход. Напълно незряща от 6-годишна.

## Дискография

### Студийни албуми
- Една жена (1993)
- Ела, ела (1994)
- Родена за любов (1995)
- Чакам те (1996)
- Емел (1999)
- Чувства (2001)

### Компилации
- The Best + (2007)